# Абдул Кадир Аллам
Абдул Кадир Аллам (араб. عبد القادر العلام‎) — ливийский политик, дипломат и государственный деятель. Был министром иностранных дел Королевства Ливия с 17 октября 1960 года по 4 мая 1961 года.